# ۱۱۰ (پیش از میلاد)
۱۱۰ (پیش از میلاد) ۱۱۰مین سال قبل از تقویم میلادی است.